# Salmensaari (ö i Mellersta Finland, Luhango)
Salmensaari är en ö i Finland. Den ligger i sjön Päijänne och i kommunen Luhango i den ekonomiska regionen  Joutsa  och landskapet Mellersta Finland, i den södra delen av landet, 170 km norr om huvudstaden Helsingfors. Öns area är 11,6 hektar och dess största längd är 490 meter i nord-sydlig riktning.